# Gaspar Corte Real
Gaspar Corte Real, född omkring 1450, död troligen 1501, var en portugisisk sjöfarande. 
Corte Real tillhörde en familj, som troligen var bosatt på Azorerna. Hans fader, João Vaz Corte Real, påstås ha upptäckt Ilha dos Bacalhaos, det vill säga Newfoundland, omkring 1464, men uppgiften är tvivelaktig. 1500 fick Gaspar Corte Real i uppdrag av konung Manuel I att söka en nordvästlig väg till Indien och framkom samma år till Nordamerika, vars kustlinje han undersökte mellan 50° och 60° nordlig bredd. Han hemförde ett antal invånare från Labrador, vilka han ansåg lämpa sig väl till slavar.
I maj 1501 utsändes Corte Real från Lissabon på en ny expedition, under vilken han försvann i Davis sund, men ett av expeditionens skepp återkom. Hans bror Miguel Corte Real företog nästa år en undsättningsexpedition, men även han försvann. En släkting, Vasqueanes Corte Real, som likaledes ville söka efter de försvunne, förbjöds att utsätta sig för samma öde. Han förlänades med titulärt välde över "Terra dos Cortereals", vilket namn på många kartor från 1500-talet betecknar Newfoundland och Labrador.